# جوجل فيديو
جوجل فيديو هو موقع فيديو مجاني، وكذلك محرك بحث للفيديو من غوغل. غوغل فيديو يسمح للفيديو أن يكون جزءًا لا يتجزأ من مواقع أخرى بعيدة ويوفر ما يلزم من كود HTML (لغة تأثير النصوص التشعبية) ويسمح كذلك للمواقع باستضافة كميات كبيرة من الفيديو عن بعد على جوجل فيديو دون الوقوع في عرض النطاق الترددي. بعض أشرطة الفيديو معروضة أيضاً للبيع من خلال متجر غوغل فيديو.
تم طرح هذه الخدمة في 25 يناير، 2005. في 9 أكتوبر، 2006 قامت جوجل بشراء منافسها السابق يوتيوب. أعلنت غوغل في 13 يونيو، 2007 أن نتائج بحث جوجل فيديو ستبدأ لتشمل أشرطة الفيديو التي اكتشفتها عن طريق البحث في خادمات الاستضافة الأخرى ويوتيوب. تفتح روابط نتائج البحث الآن مجموعة إطارات مع جوجل فيديو في أعلى الصفحة، وتكون الصفحة الأصلية تحتها، فتكون مشابهة لطريقة عرض Google images(مجموعات الصور) التي تعرض نتائج البحث.
تم اغلاق جوجل فيديو في 20 أغسطس 2012. وانتقل محتوى فيديو جوجل تلقائياً إلى موقع يوتيوب.

## وصلات خارجية
- الموقع الرسمي